# Capillipedium magdalenii
Capillipedium magdalenii är en gräsart som beskrevs av Marselein Rusario Almeida. Capillipedium magdalenii ingår i släktet Capillipedium och familjen gräs. Inga underarter finns listade i Catalogue of Life.